# Abaújkér, Borsod-Abaúj-Zemplén
Abaújkér este un sat în districtul Gönc, județul Borsod-Abaúj-Zemplén, Ungaria, având o populație de 699 de locuitori (2011). 

## Demografie
Componența etnică a satului Abaújkér
     Maghiari (81,85%)
     Romi (13,76%)
     Ucraineni (4,39%)
Componența confesională a satului Abaújkér
     Romano-catolici (54,51%)
     Reformați (21,46%)
     Greco-catolici (9,44%)
     Fără religie (3,15%)
     Necunoscută (11,44%)
     Alte religii (0,57%)
Conform recensământului din 2011, satul Abaújkér avea 699 de locuitori. Din punct de vedere etnic, majoritatea locuitorilor (81,85%) erau maghiari, existând și minorități de romi (13,76%) și ucraineni (4,39%).  Din punct de vedere confesional, majoritatea locuitorilor (54,51%) erau romano-catolici, existând și minorități de reformați (21,46%), greco-catolici (9,44%) și persoane fără religie (3,15%). Pentru 11,44% din locuitori nu este cunoscută apartenența confesională.